# Pandanus papenooensis
A Pandanus papenooensis az egyszikűek (Liliopsida) osztályának csavarpálma-virágúak (Pandanales) rendjébe, ezen belül a csavarpálmafélék (Pandanaceae) családjába tartozó faj.

## Rendszertani eltérések
Az IUCN a Pandanus papenooensis-t önálló, elfogadott fajként kezeli, bár az adatai 1998-ból származnak; a Plants of the World Online azonban az illatos csavarpálma (Pandanus tectorius) egyik szinonimájának tekinti.

## Előfordulása
Kizárólag Francia Polinézia területén fordul elő, csak ezen a területen őshonos.